# Zhan Ziqian

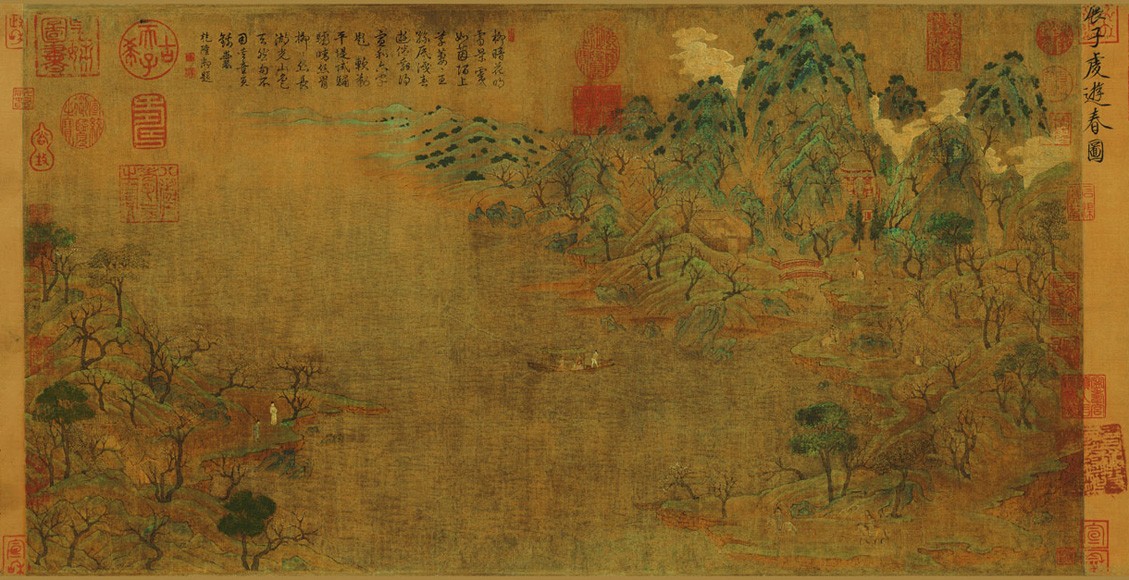
Uitstapje in de lente door Zhan Ziqian

Zhan Ziqian (展子虔; ca. 550–604) was een Chinees kunstschilder uit Yangxin, een plaats in de huidige provincie Shandong. Zhan was een regeringsfunctionaris in de Sui-periode.
Zhan was een veelzijdige kunstschilder en was met name bekend om zijn schilderijen van paarden, mensen in paviljoens en landschappen. Volgens sommige historische bronnen schilderde hij ook enkele religieuze taferelen.
Zhan wordt de invloedrijkste landschapsschilder van zijn tijd genoemd. Zijn werk vertoont een naturalistisch perspectief dat zijn tijd ver vooruit was. Dit is te zien in het enige aan hem toegeschreven werk dat bewaard is gebleven: Uitstapje in de lente (遊春圖). Het is het oudst bekende Chinese landschapsschilderij dat nog bestaat en bovendien het oudst bekende shan shui-schilderij.